# Loddin
Loddin er en by og kommune i det nordøstlige Tyskland, beliggende i Amt Usedom-Süd i den nordøstlige del af Landkreis Vorpommern-Greifswald. Landkreis Vorpommern-Greifswald ligger i delstaten Mecklenburg-Vorpommern.

## Geografi
Loddin er en badeby beliggende ved Østersøens kyst, og ud til Achterwasser, der er en stor bugt i Peenestrom. Indtil 2005 var kommunen en del af Amt Usedom-Mitte. I kommunen ligger ud over Loddin, landsbyerne Kölpinsee og Stubbenfelde.
Loddin er beliggende på landtangen mellem Nord- og Sydusedom ved Østersøen og mellem Kölpinsee og Achterwasser. Nabokommuner er Ückeritz mod sydøst og Koserow mod nordvest. Omkring 13 kilometer sydøst for kommunen ligger badebyen Heringsdorf og otte kilometer mod nordvest, badebyen Zinnowitz.

## Eksterne kilder og henvisninger
- Wikimedia Commons har flere filer relateret til Loddin

- Kommunens side  på amtets websted
- Befolkningsstatistik mm Arkiveret 30. september 2017 hos  Wayback Machine